# Salvador Esquer Bisbal
José Salvador Esquer Bisbal (Algemesí, 8 de gener de 1969), conegut com a Salva Esquer, és un jugador d'handbol valencià, ja retirat, guanyador d'una medalla olímpica. Va participar, als 27 anys, en els Jocs Olímpics d'Estiu de 1996 realitzats a Atlanta (Estats Units), on va aconseguir guanyar la medalla de bronze en la prova masculina d'handbol en guanyar en la final pel tercer lloc la selecció francesa.
A nivell de clubs jugà al València, al Teucro de Pontevedra, el Balonmano Cantabria de Santander i Ademar León per tornar el 2000 al València, on es retirà després de 15 anys com a professional.
Amb la selecció espanyola va jugar 81 partits en què marcà 167 gols i a banda de la medalla olímpica també guanyà una medalla de plata al Campionat d'Europa de 1996.